# トーマス・アトウッド・ウォルミズリー
トーマス・アトウッド・ウォルミズリー（英: Thomas Attwood Walmisley, 1814年1月21日 - 1856年1月17日）は、イングランドの作曲家、オルガニスト。

## 生涯
ウォルミズリーはロンドンに生まれた。父はよく知られたオルガニストのトーマス・フォーブズ・ジェラード・ウォルミズリー（Thomas Forbes Gerrard- 1783年-1856年）で、聖公会の教会音楽やグリーのための楽曲を作曲もしていた。名付け親は作曲家のトーマス・アトウッドである。ウォルミズリー少年は彼らの指導の下、音楽を学んだ。
ウォルミズリーは1830年にクロイドン大聖堂のオルガニストに就任した。その後1833年にケンブリッジ大学のトリニティ・カレッジのオルガニストとなり、間もなくアンセムやその他の作曲家として頭角を現していった。また、同時期に同大学のセント・ジョンズ・カレッジの合唱団でもオルガニストとなっている。彼は音楽学士、音楽博士の学位を取得するのみならず、ケンブリッジ大学ジーザス・カレッジを卒業して学士、修士の学位を取得している。
1836年、ウォルミズリーは音楽の教授となった。彼の「教会音楽 Cathedral Music」は、本人の死後に彼の父によってまとめられた。
ウォルミズリーは1856年にこの世を去り、イースト・サセックス州フェアライトのセント・アンドリュー教会に埋葬された。

## 作品
ウォルミズリーは、主にマニフィカトや、聖公会の合唱曲目となっている「ヌンク・ディミティス」ニ短調で知られる。また、彼が作曲した聖公会の詠唱歌には、今日でも一般的に歌われているものが多くある。